# Templeton (pays de Galles)
Pour les articles homonymes, voir Templeton.
Templeton (en anglais) ou Tredeml (en gallois) est un village et une communauté du Pembrokeshire, au pays de Galles.

## Géographie
Templeton est situé dans le sud-est du Pembrokeshire, à 3 km au sud de la ville de Narberth par la route A478 (en). Le chef-lieu du comté, Haverfordwest, se trouve à une vingtaine de kilomètres à l'ouest. Une branche de la West Wales line (en) longe le village à l'est, mais la gare de Templeton, ouverte en 1867, a fermé en 1965 dans le cadre des Beeching cuts.
La communauté de Templeton comprend aussi le hameau de Cold Blow (en) au nord-est. L'ancienne base militaire de RAF Templeton (en), en activité entre 1942 et 1945, s'étend au sud-ouest du village.

## Politique
Pour les élections locales, la communauté de Templeton relève du ward (district électoral) de Narberth Rural, qui comprend aussi les zones rurales autour de l'agglomération de Narberth et qui élit un des 60 membres du conseil de comté du Pembrokeshire (en). Lors des élections locales de 2022, ce siège est remporté par l'indépendant Elwyn Albert Morse.
Pour les élections à la Chambre des communes, Templeton appartient à la circonscription de Mid and South Pembrokeshire depuis les élections générales de 2024.
Pour les élections au Parlement gallois, Templeton est rattaché à la circonscription de Carmarthen West and South Pembrokeshire.

## Démographie
Au recensement de 2011, la communauté de Templeton comptait 943 habitants.

## Culture locale et patrimoine
La communauté de Templeton comprend 10 monuments classés. L'un d'eux, The Grove, est un ancien manoir reconverti en hôtel qui a été élu meilleur hôtel gallois de l'année en 2015.

Quelques monuments classés de Templeton
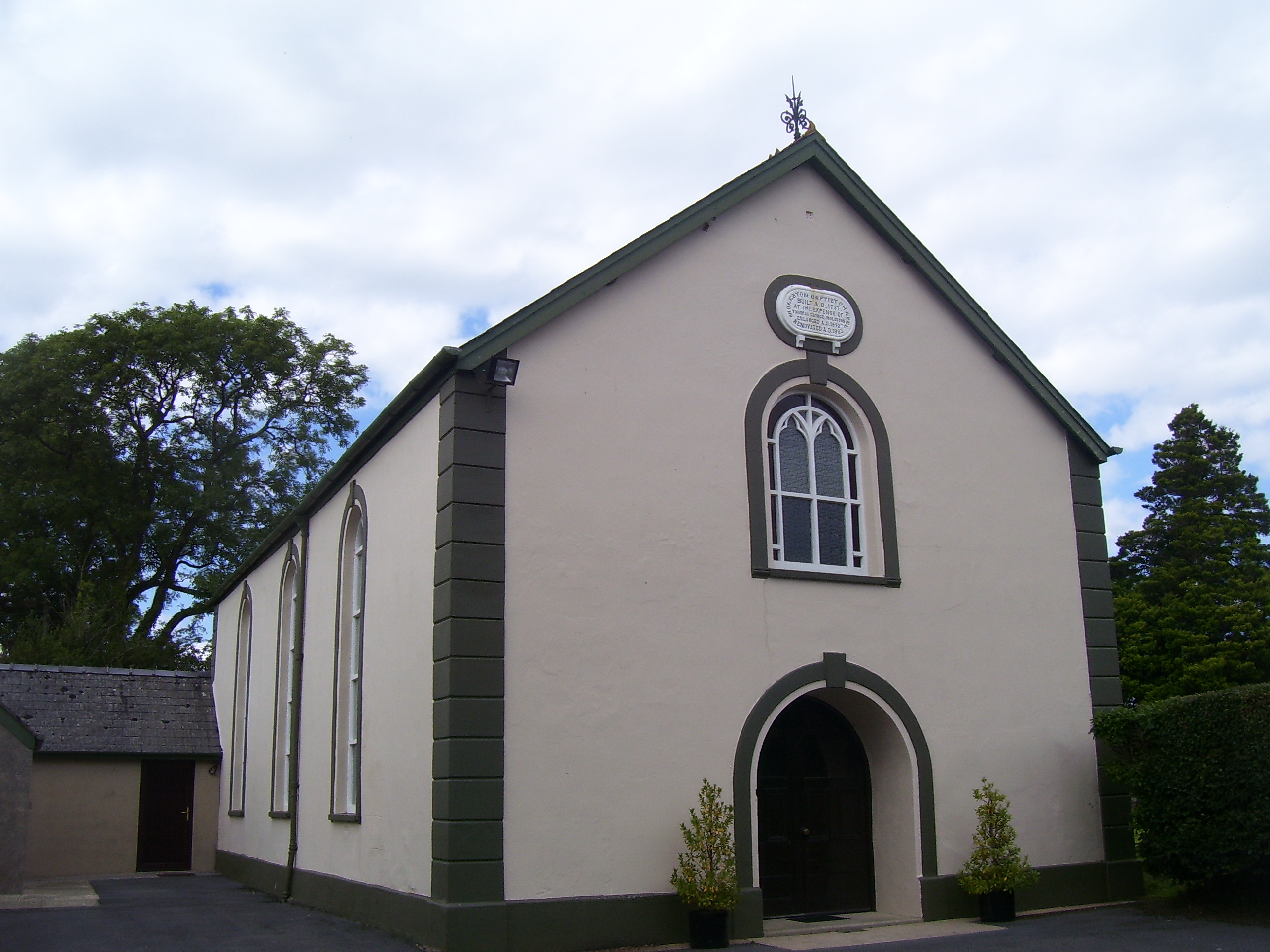
La chapelle baptiste de Molleston[7].
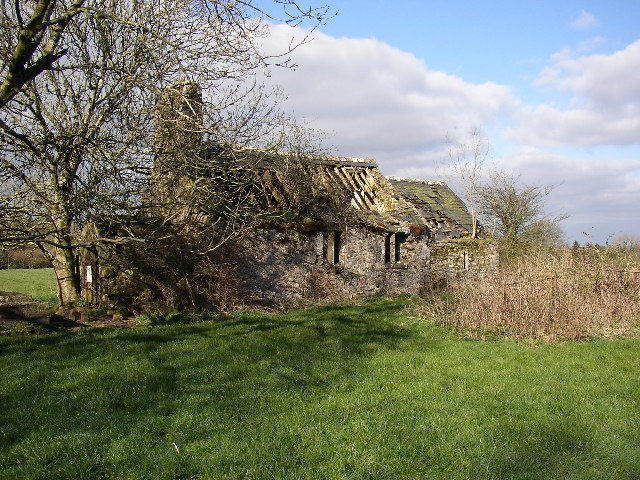
La chapelle de Mounton[8].
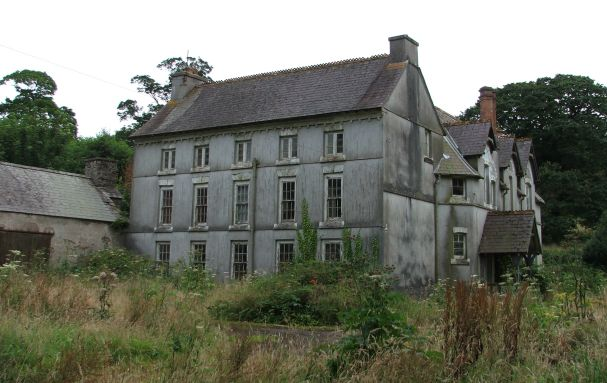
The Grove en 2005, avant sa rénovation[9].